# Словенія на пісенному конкурсі Євробачення
Словенія дебютувала на Пісенному конкурсі «Євробачення» у 1993 році, організувавши відбірковий раунд «Kvalifikacija za Millstreet» у Любляні для семи країн, які також намагались взяти участь у Євробаченні. Словенія регулярно бере участь у конкурсі, за винятком 1994 та 2000 років через низькі результати у попередні роки. Найкращим результатом країни вважається 7-е місце у 1995 та 2001 роках.

## Історія участі

### Рання участь
Після падіння комунізму в Європі на початку 1990-х років та розпаду Югославії, незалежна Словенія була однією з семи країн, які вийшли зі Східного блоку та бажали приєднатися до Пісенного конкурсу «Євробачення». Через дебют нових країн, які бажають взяти участь, Європейська мовна спілка (ЄМС) запровадила попередній відбірковий раунд для країн, які або взагалі ніколи не брали участі в конкурсі, або, у випадку колишніх республік Югославії, раніше не змагалися як нації по-своєму. Однак це був просто «заклеювальний» захід, який явно не був стійким рішенням на майбутні роки, оскільки він не вважався б віддалено справедливим. Тим часом Хорватія, Боснія та Герцеговина, Угорщина, Словаччина, Румунія, Естонія та Словенія залишилися боротися у кваліфікаційному раунді. ЄМС обрав Radiotelevizija Slovenija (RTVSLO) провести захід у Любляні. Словенія була однією з трьох країн, які пройшли кваліфікацію, зайнявши перше місце з піснею «Tih deževen dan» у виконанні 1X Band. Гурт раніше був обраний представляти країну через національний відбір RTVSLO «Slovenski izbor za Pesem Evrovizije 1993». На конкурсі 1993 року Словенія посіла лише 22-е місце та отримала 9 балів. Через поганий результат країна не брала участі у 1994 році, і повернулася у 1995. RTVSLO організувала той самий національний процес відбору, що й у 1993 році. Slovenski izbor za Pesem Evrovizije 1995 обрав Дарію Швайгер з піснею «Prisluhni mi». Співачка зайняла 7-е місце, на сьогодні найкращий результат Словенії на Євробаченні.
У 1996 році RTVSLO запровадила національний фінал EMA (Evrovizijska Melodija). Цей процес відбору використовувався щороку, доки країна вдруге не брала участь у 2000 році через низький середній бал. Словенія повернулася у 2001 році, знову використовуючи формат EMA. Представницею країни була обрана Нуша Деренда, яка посіла 7-е місце з піснею «Energy» та отримала 70 балів, тим самим повторивши найкращий результат 1995 року. Це залишається останнім результатом країни в першій десятці на сьогоднішній день.

### 2004–2010
У 2004 році ЄМС запровадила півфінальний раунд, щоб контролювати кількість країн, які щороку беруть участь у конкурсі. Через те, що минулого року Словенія не потрапила до першої десятки, вона була змушена брати участь у півфіналі конкурсу 2004 року. Після перемоги в національному фіналі EMA 2004 країну представляв дует Platin з піснею «Stay Forever». Словенія отримала лише 5 балів, посівши 21-е місце у півфіналі (з 22 країн) та не пройшла до фіналу. У наступні два роки Словенія також не змогла пройти у фінал. У 2007 році країну представляла Аленка Готар з оперною поп-піснею «Cvet z juga». Це стало першою словенською заявкою, яка пройшла у фінал Євробачення, посівши 7-е місце у півфіналі зі 140 балами. У фіналі співачка зайняла 15-е місце та отримала 66 балів. У наступні три роки країні не вдавалося отримати кваліфікацію до фіналу конкурсу.

### 2011–2013
У 2011 році Словенія вперше з 2007 року потрапила до фіналу. Після перемоги у національному фіналі EMA 2011 Майя Кеуц представляла країну з піснею «No One». Беручи участь у другому півфіналі, Майя посіла 1-е місце серед журі зі 146 балами та 7-е місце в публічному телеголосуванні з 68 балами. У підсумку, країна посіла 3-є місце у півфіналі. У фіналі Майя досягла найкращого результату країни з 2002 року та зайняла 13-е місце з 96 балами. Пізніше стало відомо, що журі поставило Словенію на 4-е місце зі 160 балами, а глядачі лише на 22-е місце з 39 балами. Пісня Майї залишається фаворитом шанувальників, а словенська публіка визнала її найкращою заявкою на Євробачення станом на 2020 рік.
Після успіху в 2011 році RTVSLO запровадила масштабний національний фінал для конкурсу 2012 року в Баку. «Misija Evrovizija» — це п’ятимісячний процес відбору, який проходив із серпня 2011 по січень 2012 року, в результаті якого було обрано двох співаків, які потрапили на Misija EMA 2012 (другий етап відбору). Зрештою Єва Бото була обрана представляти країну з піснею «Verjamem». Співачка не змогла кваліфікуватися до фіналу та посіла 17-е місце у другому півфіналі, випередивши лише Словаччину. 
15 грудня 2012 року Словенія підтвердила свою участь в Пісенному конкурсі Євробачення 2013 після припущень, що розглядається відмова. Словенська заявка на конкурс традиційно обиралася через національний фінал «Evrovizijska Melodija» (EMA), який створювався у різних форматах. У 2013 році мовник вирішив відмовитися від використання цього національного фіналу, щоб внутрішньо вибрати словенську заявку через часові обмеження та скорочення фінансування. RTVSLO обрав словенсько-американську співачку Ханну Манчіні з піснею «Straight Into Love», яка фінішувала останньою в першому півфіналі лише з 8 балами та не пройшла до фіналу. Таким чином Словенія вперше фінішувала останньою на Євробаченні.

### 2014–2022
У 2014 році RTVSLO підтвердили, що вони організовуватимуть EMA 2014, будучи останньою країною, яка підтвердила участь, попри нові припущення щодо можливої відмови. Переможцем відбору стала Тінкара Ковач з піснею «Round and Round». Співачка пройшла до фіналу та зайняла передостаннє, 25-е місце з 9 балами (8 від Чорногорії та 1 від Македонії). У фіналі конкурсу 2015 року Словенію представляв дует Maraaya з піснею «Here for You», посівши 14-е місце з 39 очками – найкращий результат країни з 2011 року. Після конкурсу, пісня «Here for You» увійшла до «50 найкращих чартів» у Словенії, Австрії, Словаччині, Фінляндії та Бельгії.
Протягом наступних двох років Словенія не змогла кваліфікуватися до фіналу, проте у 2018 та 2019 роках країна знову двічі поспіль проходила у фінал. Леа Сірк з піснею «Hvala, ne!» посіла 22-е місце, а Zalagasper зайняли 15-е місце з піснею «Sebi» та отримали 105 балів – це найбільша кількість балів, яку коли-небудь набирала Словенія у фіналі Євробачення. Успішний результат у 2019 році спонукав RTVSLO розширити свій національний відбір. У 2020 році «EMA FREŠ» була представлена як попередній відбір до основного конкурсу EMA. Відбір дає новим і майбутнім словенським артистам шанс просувати себе та боротися за місце в EMA. Вигравши EMA 2020, Ана Соклич мала представляти країну на пісенному конкурсі Євробачення 2020 з піснею «Voda». Однак після того, як конкурс було скасовано через пандемію COVID-19, RTVSLO внутрішньо вибрала її представляти Словенію у 2021 році з піснею «Amen». Соклич не пройшла до фіналу, посівши 13-е місце з 44 балами у першому півфіналі.
8 жовтня 2021 року Radiotelevizija Slovenija підтвердила, що EMA FREŠ та EMA повернуться в оновленому форматі. 19 лютого 2022 року, після тримісячного процесу, було визначено, що гурт LPS представлятиме Словенію на Євробаченні 2022 з піснею «Disko». У першому півфіналі гурт фінішував останнім з 15 балами та не пройшов до фіналу, отримавши найгірший результат країни на конкурсі з 2013 року.

### 2023–2024
Після поганого результату в 2022 році RTVSLO розглядала можливість відмови від участі у Євробаченні 2023. Однак після обговорення з музичною комісією Програмної Ради, мовник підтвердив свою участь у конкурсі. Після поганого результату в 2022 році RTVSLO вирішила змінити обидва формати відбору для участі Словенії, вирішивши втретє використати внутрішній відбір та представивши Машу Клюн як нового голову делегації країни. 8 грудня 2022 року RTVSLO оголосила, що гурт Joker Out обраний представляти Словенію в Ліверпулі з піснею «Carpe Diem», випущеною 4 лютого 2023 року під час спеціального презентаційного шоу «Misija Liverpool», яке відзначало 30 років участі країни в Пісенному конкурсі «Євробачення». Словенія вперше з 2019 року вийшла у фінал, посівши 5-е місце у другому півфіналі. У фіналі країна зайняла 21-е місце та отримала 78 балів — 33 від журі та 45 від глядачів. 
Після найвищих показників перегляду конкурсу, зафіксованих RTVSLO з 2015 року, телекомпанія підтвердила участь Словенії у конкурсі 2024 року, пізніше оголосивши, що новий національний фінал «Misija Malmö» (Місія Мальме) буде введено як метод відбору на конкурс; однак мовник зрештою скасував формат, вибравши внутрішній вибір. Raiven була остаточно обрана представницею Словенії у 2024 році з піснею «Veronika». Вона зайняла 9-е місце у першому півфіналі та посіла 23-є місце з 27 балами у фіналі. 9 березня 2024 року Маріо Галуніч, редактор RTVSLO, підготував документ, який передбачає повернення національного фіналу EMA.

## Учасники Євробачення від Словенії
Умовні позначення
     Переможець
     Друге місце
     Третє місце
     Четверте місце
     П'яте місце
     Останнє місце
     Автоматичний фіналіст
     Не пройшла до фіналу
     Участь скасовано
     Не брала участі
| Рік  | Місце проведення | Виконавець                    | Пісня                           | Мова                   | Переклад                      | Фінал                            | Фінал                            | Півфінал                         | Півфінал                         |
| Рік  | Місце проведення | Виконавець                    | Пісня                           | Мова                   | Переклад                      | Місце                            | Бали                             | Місце                            | Бали                             |
| ---- | ---------------- | ----------------------------- | ------------------------------- | ---------------------- | ----------------------------- | -------------------------------- | -------------------------------- | -------------------------------- | -------------------------------- |
| 1993 | Мілстріт         | 1X Band                       | «Tih deževen dan»               | словенська             | Тихий дощовий день            | 22-е                             | 9                                | 1-е                              | 54                               |
| 1994 | Дублін           | Не брала участь               | Не брала участь                 | Не брала участь        | Не брала участь               | Не брала участь                  | Не брала участь                  | Без півфіналів                   | Без півфіналів                   |
| 1995 | Дублін           | Дарія Швайгер                 | «Prisluhni mi»                  | словенська             | Послухай мене                 | 7-е                              | 84                               | Без півфіналів                   | Без півфіналів                   |
| 1996 | Осло             | Регіна                        | «Dan najlepših sanj»            | словенська             | День найкращих мрій           | 21-е                             | 16                               | 19-е                             | 30                               |
| 1997 | Дублін           | Таня Рибич                    | «Zbudi se»                      | словенська             | Прокинься                     | 10-е                             | 60                               | Без півфіналів                   | Без півфіналів                   |
| 1998 | Бірмінгем        | Вілі Ресник                   | «Naj bogovi slišijo»            | словенська             | Хай почують боги              | 18-е                             | 17                               | Без півфіналів                   | Без півфіналів                   |
| 1999 | Єрусалим         | Дарія Швайгер                 | «For a Thousand Years»          | англійська             | Протягом тисячі років         | 11-е                             | 50                               | Без півфіналів                   | Без півфіналів                   |
| 2000 | Стокгольм        | Не брала участь               | Не брала участь                 | Не брала участь        | Не брала участь               | Не брала участь                  | Не брала участь                  | Без півфіналів                   | Без півфіналів                   |
| 2001 | Копенгаген       | Нуша Деренда                  | «Energy»                        | англійська             | Енергія                       | 7-е                              | 70                               | Без півфіналів                   | Без півфіналів                   |
| 2002 | Таллінн          | Sestre                        | «Samo ljubezen»                 | словенська             | Просто кохання                | 13-е                             | 33                               | Без півфіналів                   | Без півфіналів                   |
| 2003 | Рига             | Кармен Ставец                 | «Nanana»                        | англійська             | На-на-на                      | 23-є                             | 7                                | Без півфіналів                   | Без півфіналів                   |
| 2004 | Стамбул          | Platin                        | «Stay Forever»                  | англійська             | Залишайся назавжди            | Не вдалося кваліфікуватися       | Не вдалося кваліфікуватися       | 21-е                             | 5                                |
| 2005 | Київ             | Омар Набер                    | «Stop»                          | словенська             | Стій                          | Не вдалося кваліфікуватися       | Не вдалося кваліфікуватися       | 12-е                             | 69                               |
| 2006 | Афіни            | Енжі Дезан                    | «Mr Nobody»                     | англійська             | Містер Ніхто                  | Не вдалося кваліфікуватися       | Не вдалося кваліфікуватися       | 16-е                             | 49                               |
| 2007 | Гельсінкі        | Аленка Готар                  | «Cvet z juga»                   | словенська             | Квітка з півдня               | 15-е                             | 66                               | 7-е                              | 140                              |
| 2008 | Белград          | Ребека Дремель                | «Vrag naj vzame»                | словенська             | До біса з ним                 | Не вдалося кваліфікуватися       | Не вдалося кваліфікуватися       | 11-е                             | 36                               |
| 2009 | Москва           | Quartissimo та Мартіна Маєрле | «Love Symphony»                 | англійська, словенська | Любовна симфонія              | Не вдалося кваліфікуватися       | Не вдалося кваліфікуватися       | 16-е                             | 14                               |
| 2010 | Осло             | Ansambel Žlindra та Kalamari  | «Narodnozabavni rock»           | словенська             | Фолк рок                      | Не вдалося кваліфікуватися       | Не вдалося кваліфікуватися       | 16-е                             | 6                                |
| 2011 | Дюссельдорф      | Майя Кеуц                     | «No One»                        | англійська             | Ніхто                         | 13-е                             | 96                               | 3-є                              | 112                              |
| 2012 | Баку             | Єва Бото                      | «Verjamem»                      | словенська             | Я вірю                        | Не вдалося кваліфікуватися       | Не вдалося кваліфікуватися       | 17-е                             | 31                               |
| 2013 | Мальме           | Ханна Манчіні                 | «Straight Into Love»            | англійська             | Прямо в кохання               | Не вдалося кваліфікуватися       | Не вдалося кваліфікуватися       | 16-е                             | 8                                |
| 2014 | Копенгаген       | Тінкара Ковач                 | «Round and Round»               | англійська, словенська | Знову і знову                 | 25-е                             | 9                                | 10-е                             | 52                               |
| 2015 | Відень           | Maraaya                       | «Here for You»                  | англійська             | Тут для тебе                  | 14-е                             | 39                               | 5-е                              | 92                               |
| 2016 | Стокгольм        | МануЕлла                      | «Blue and Red»                  | англійська             | Синій і Червоний              | Не вдалося кваліфікуватися       | Не вдалося кваліфікуватися       | 14-е                             | 57                               |
| 2017 | Київ             | Омар Набер                    | «On My Way»                     | англійська             | На моєму шляху                | Не вдалося кваліфікуватися       | Не вдалося кваліфікуватися       | 17-е                             | 36                               |
| 2018 | Лісабон          | Леа Сірк                      | «Hvala, ne!»                    | словенська             | Дякую, ні!                    | 22-е                             | 64                               | 8-е                              | 132                              |
| 2019 | Тель-Авів        | Zalagasper                    | «Sebi»                          | словенська             | Для себе                      | 15-е                             | 105                              | 6-е                              | 167                              |
| 2020 | Роттердам        | Ана Соклич                    | «Voda»                          | словенська             | Вода                          | Конкурс скасовано через COVID-19 | Конкурс скасовано через COVID-19 | Конкурс скасовано через COVID-19 | Конкурс скасовано через COVID-19 |
| 2021 | Роттердам        | Ана Соклич                    | «Amen»                          | англійська             | Амінь                         | Не вдалося кваліфікуватися       | Не вдалося кваліфікуватися       | 13-е                             | 44                               |
| 2022 | Турин            | LPS                           | «Disko»                         | словенська             | Дискотека                     | Не вдалося кваліфікуватися       | Не вдалося кваліфікуватися       | 17-е                             | 15                               |
| 2023 | Ліверпуль        | Joker Out                     | «Carpe diem»                    | словенська             | Лови день                     | 21-е                             | 78                               | 5-е                              | 103                              |
| 2024 | Мальме           | Raiven                        | «Veronika»                      | словенська             | Вероніка                      | 23-є                             | 27                               | 9-е                              | 51                               |
| 2025 | Базель           | Клемен                        | «How Much Time Do We Have Left» | англійська             | Скільки у нас залишилося часу | Не вдалося кваліфікуватися       | Не вдалося кваліфікуватися       | 13-е                             | 23                               |

## Пісні за мовою
| Пісні | Мова       | Роки |
| ----- | ---------- | --- |
| 19    | Словенська | 1993, 1995, 1996, 1997, 1998, 2002, 2005, 2007, 2008, 2009, 2010, 2012, 2014, 2018, 2019, 2020, 2022, 2023, 2024 |
| 14    | Англійська | 1999, 2001, 2003, 2004, 2006, 2009, 2011, 2013, 2014, 2015, 2016, 2017, 2021, 2025                               |

## Процес відбору
| Рік  | Процес відбору                                      |
| ---- | --------------------------------------------------- |
| 1993 | Slovenski izbor za Pesem Evrovizije з 12 учасниками |
| 1995 | Slovenski izbor za Pesem Evrovizije з 12 учасниками |
| 1996 | EMA з 11 учасниками                                 |
| 1997 | EMA з 13 учасниками                                 |
| 1998 | EMA з 14 учасниками                                 |
| 1999 | EMA з 17 учасниками                                 |
| 2001 | EMA з 22 учасниками                                 |
| 2002 | EMA з 18 учасниками                                 |
| 2003 | EMA з 16 учасниками                                 |
| 2004 | EMA з 32 учасниками                                 |
| 2005 | EMA з 14 учасниками                                 |
| 2006 | EMA з 14 учасниками                                 |

| Рік  | Процес відбору                    |
| ---- | --------------------------------- |
| 2007 | EMA з 24 учасниками               |
| 2008 | EMA з 20 учасниками               |
| 2009 | EMA з 20 учасниками               |
| 2010 | EMA з 20 учасниками               |
| 2011 | EMA з 10 учасниками               |
| 2012 | Misija Evrovizija з 32 учасниками |
| 2013 | Внутрішній відбір                 |
| 2014 | EMA з 7 учасниками                |
| 2015 | EMA з 8 учасниками                |
| 2016 | EMA з 10 учасниками               |
| 2017 | EMA з 16 учасниками               |
| 2018 | EMA з 16 учасниками               |
| 2019 | EMA з 10 учасниками               |

| Рік  | Процес відбору                               |
| ---- | -------------------------------------------- |
| 2020 | EMA Freš з 18 учасниками EMA з 12 учасниками |
| 2021 | Внутрішній відбір                            |
| 2022 | EMA Freš з 24 учасниками EMA з 20 учасниками |
| 2023 | Внутрішній відбір                            |
| 2024 | Внутрішній відбір                            |

## Пов'язана участь

### Глави делегації
Кожен мовник, який бере участь у Пісенному конкурсі «Євробачення», призначає голову делегації як контактну особу ЄМС та голову своєї делегації на заході. До складу делегації, чиї розміри можуть сильно відрізнятися, входять керівник преси, виконавці, автори пісень, композитори, бек-вокалісти тощо.
| Рік       | Глава делегації | Прим.                |
| --------- | --------------- | -------------------- |
| 2009      | Петар Радович   | [ 28 ]               |
| 2010–2022 | Олександр Радич | [ 29 ]               |
| 2023–2024 | Маша Клюнь      | [ 30 ] [ 31 ] [ 32 ] |

### Костюмери
| Рік  | Костюмер       | Прим.         |
| ---- | -------------- | ------------- |
| 2005 | Єлена Прокович | [ 33 ]        |
| 2023 | Дамір Ракович  | [ 34 ] [ 35 ] |
| 2024 | Аніка Опара    | [ 36 ] [ 37 ] |

### Диригенти
У період з 1993 по 1998 рік Словенія щороку посилала на конкурс своїх диригентів, доки в 1999 році ЄМС не виключила оркестр.
| Рік        | Диригент     | Нотатки | Прим.  |
| ---------- | ------------ | ------- | ------ |
| 1993 (KzM) | Петар Угрин  | [ a ]   |        |
| 1993       | Йоже Прівшек |         | [ 38 ] |
| 1995       | Йоже Прівшек |         | [ 38 ] |
| 1996       | Йоже Прівшек |         | [ 38 ] |
| 1997       | Моймір Сепе  |         | [ 38 ] |
| 1998       | Моймір Сепе  | [ b ]   | [ 38 ] |

### Проведення
Словенія ніколи не була країною-господаркою Пісенного конкурсу «Євробачення», однак Європейська Мовна Спілка вибрала RTVSLO провести відбірковий раунд у Любляні для участі у конкурсі 1993 року.

#### Kvalifikacija za Millstreet
| Рік  | Місто   | Місце            | Ведучі      |
| ---- | ------- | ---------------- | ----------- |
| 1993 | Любляна | RTV SLO Studio 1 | Тайда Лекше |

### Коментатори та речники
| Рік  | Телебачення      | Телебачення                                              | Радіо | Радіо                       | Речник          |
| Рік  | Коментатор       | Канал                                                    | Коментатор | Радіостанція                | Речник          |
| ---- | ---------------- | -------------------------------------------------------- | --- | --------------------------- | --------------- |
| 1992 | Міша Мольк       | TV SLO 1                                                 | Не транслювали | Не транслювали              | Не брали участь |
| 1993 | Тайда Лекше      | TV SLO 1                                                 | Не транслювали | Не транслювали              | Міша Мольк      |
| 1994 | Дам'яна Голавшек | TV SLO 1                                                 | Не транслювали | Не транслювали              | Не брали участь |
| 1995 | Дам'яна Голавшек | TV SLO 1                                                 | Не транслювали | Не транслювали              | Міша Мольк      |
| 1996 | Міша Мольк       | TV SLO 1                                                 | Не транслювали | Не транслювали              | Маріо Галуніч   |
| 1997 | Міша Мольк       | TV SLO 1                                                 | Не транслювали | Не транслювали              | Мойка Мавец     |
| 1998 | Міша Мольк       | TV SLO 1                                                 | Не транслювали | Не транслювали              | Мойка Мавец     |
| 1999 | Міша Мольк       | TV SLO 1                                                 | Не транслювали | Не транслювали              | Міра Бергінц    |
| 2000 | Міша Мольк       | TV SLO 1                                                 | Не транслювали | Не транслювали              | Не брали участь |
| 2001 | Андреа Ф         | TV SLO 1                                                 | Не транслювали | Не транслювали              | Мойка Мавец     |
| 2002 | Андреа Ф         | TV SLO 1                                                 | Не транслювали | Не транслювали              | Нуша Деренда    |
| 2003 | Андреа Ф         | TV SLO 2                                                 | Не транслювали | Не транслювали              | Петер Полес     |
| 2004 | Андреа Ф         | TV SLO 1 (Фінал) TV SLO 2 (Півфінали)                    | Єрней Вене | Radio Val 202               | Петер Полес     |
| 2005 | Мойка Мавец      | TV SLO 1 (Фінал) TV SLO 2 (Півфінали)                    | Єрней Вене | Radio Val 202               | Катаріна Час    |
| 2006 | Мойка Мавец      | TV SLO 1 (Фінал) TV SLO 2 (Півфінали)                    | Не транслювали | Не транслювали              | Петер Полес     |
| 2007 | Мойка Мавец      | TV SLO 1 (Фінал) TV SLO 2 (Півфінали)                    | Єрней Вене та Аїда Куртович                                                                                                 | Radio Val 202               | Петер Полес     |
| 2008 | Андрей Хофер     | TV SLO 1 (Фінал) TV SLO 2 (Півфінали)                    | Аїда Куртович | Radio Val 202               | Петер Полес     |
| 2009 | Андрей Хофер     | TV SLO 1 (Фінал) TV SLO 2 (Півфінали)                    | Аїда Куртович | Radio Val 202               | Петер Полес     |
| 2010 | Андрей Хофер     | TV SLO 1 (Фінал) TV SLO 2 (Півфінали)                    | Не транслювали | Не транслювали              | Андреа Ф        |
| 2011 | Андрей Хофер     | TV SLO 1 (Фінал) TV SLO 2 (Півфінали)                    | Маруша Керець | Radio Val 202               | Клемен Слаконья |
| 2012 | Андрей Хофер     | TV SLO 1 (Фінал) TV SLO 2 (Півфінали)                    | Маруша Керець | Radio Val 202               | Лорелла Флего   |
| 2013 | Андрей Хофер     | TV SLO 1 (Фінал) TV SLO 2 (Півфінали)                    | Маруша Керець | Radio Val 202               | Андреа Ф        |
| 2014 | Андрей Хофер     | TV SLO 1 (Фінал) TV SLO 2 (Півфінали)                    | Ана Марія Мітич та Домен Савич                                                                                              | Radio Val 202 Радіо Марібор | Ула Фурлан      |
| 2015 | Андрей Хофер     | TV SLO 1 (Фінал) TV SLO 2 (Півфінали)                    | Аня Глача Фер'янчич та Маруша Керець                                                                                        | Radio Val 202 Радіо Марібор | Тінкара Ковач   |
| 2016 | Андрей Хофер     | TV SLO 1 (Фінал) TV SLO 2 (Півфінали)                    | Андрей Каролі | Radio Val 202 Радіо Марібор | Мар'єтка Вовк   |
| 2017 | Андрей Хофер     | TV SLO 1 (Фінал) TV SLO 2 (Півфінали)                    | Міха Шалегар та Маруша Керець                                                                                               | Radio Val 202 Радіо Марібор | Катаріна Час    |
| 2018 | Андрей Хофер     | TV SLO 1 (Фінал) TV SLO 2 (Півфінали)                    | Міха Шалегар та Маруша Керець                                                                                               | Radio Val 202 Радіо Марібор | Amaya           |
| 2019 | Андрей Хофер     | TV SLO 1 (Фінал) TV SLO 2 (Півфінали)                    | Андрей Каролі | Radio Val 202 Радіо Марібор | Леа Сірк        |
| 2021 | Мойка Мавец      | TV SLO 1 (Фінал) TV SLO 2 (Півфінали)                    | Міха Шалегар, Нея Джерант та Уршула Залетель                                                                                | Radio Val 202 Радіо Марібор | Лорелла Флего   |
| 2022 | Андрей Хофер     | TV SLO 1 (Фінал) TV SLO 2 (Півфінали)                    | Маруша Керець | Radio Val 202 Радіо Марібор | Лорелла Флего   |
| 2023 | Андрей Хофер     | TV SLO 1 (Фінал) TV SLO 2 (Півфінали)                    | Майя Степанчич, Маруша Керець, Нея Джерант та Уршула Залетель (ПФ2) Майя Степанчич, Міха Шалегар та Уршула Залетель (Фінал) | Radio Val 202 Радіо Марібор | Мелані Мекікар  |
| 2024 | Мойка Мавец      | TV SLO 1 (1-ий півфінал, Фінал) TV SLO 2 (2-ий півфінал) | Май Валерій | Radio Val 202               | Лорелла Флего   |

#### Інші шоу
| Шоу                                       | Коментатори          | Канал    |
| ----------------------------------------- | -------------------- | -------- |
| Kvalifikacija za Millstreet               | Грегор Крайц         | TV SLO 1 |
| 50-річчя пісенного конкурсу «Євробачення» | Андрей Хофер         | TV SLO 1 |
| Eurovision Song Contest's Greatest Hits   | Не було коментаторів | TV SLO 1 |
| Євробачення: Європо, запали світло        | Андрей Хофер         | TV SLO 1 |

## Галерея

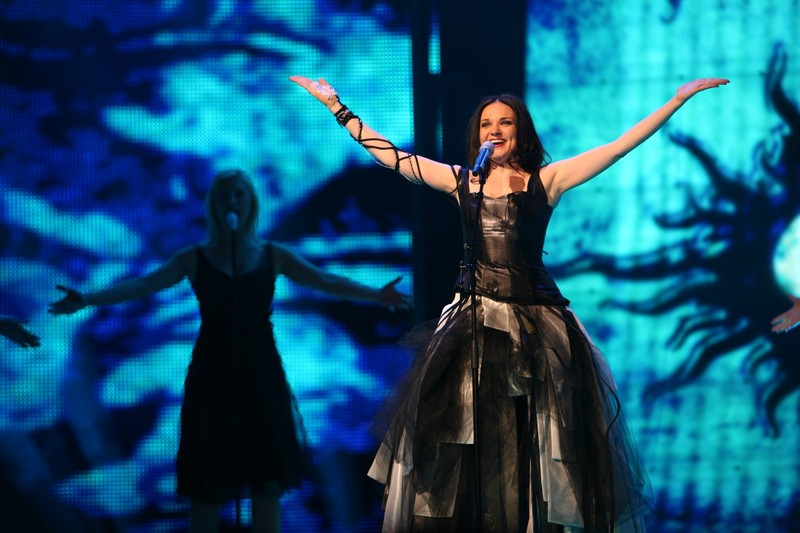
Аленка Готар у Гельсінкі (2007)
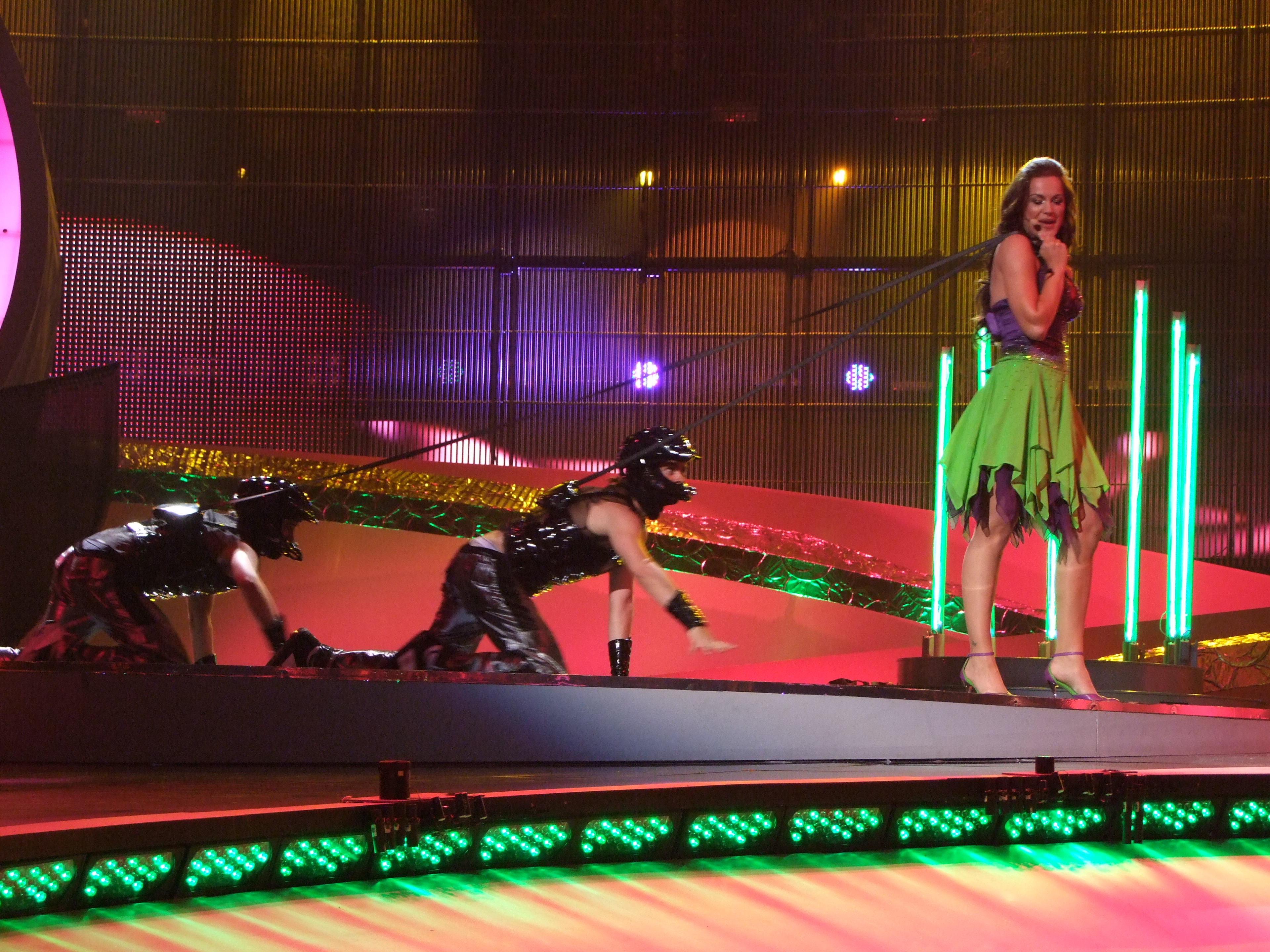
Ребека Дремель у Белграді (2008)
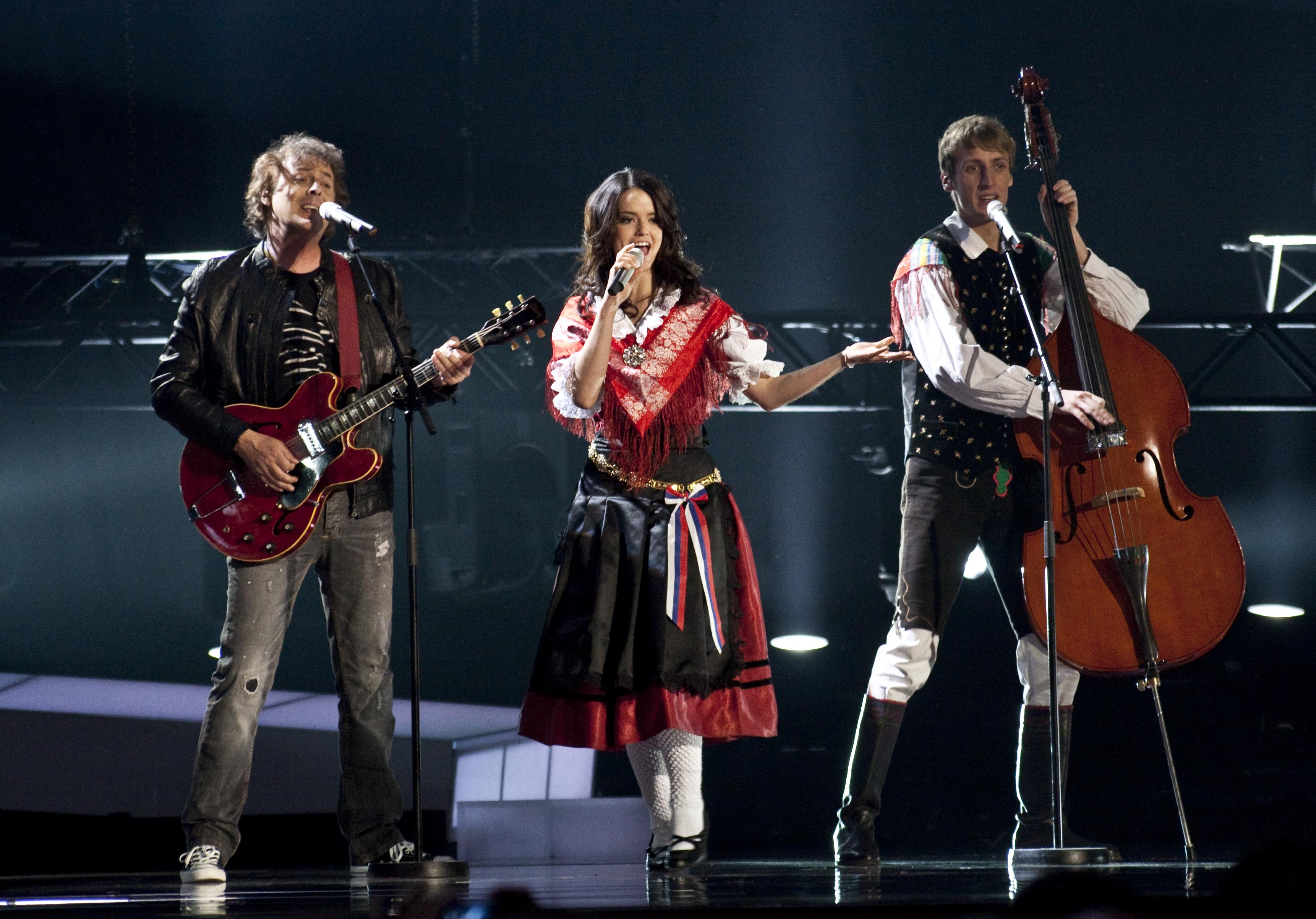
Ansambel Žlindra та Kalamari в Осло (2010)
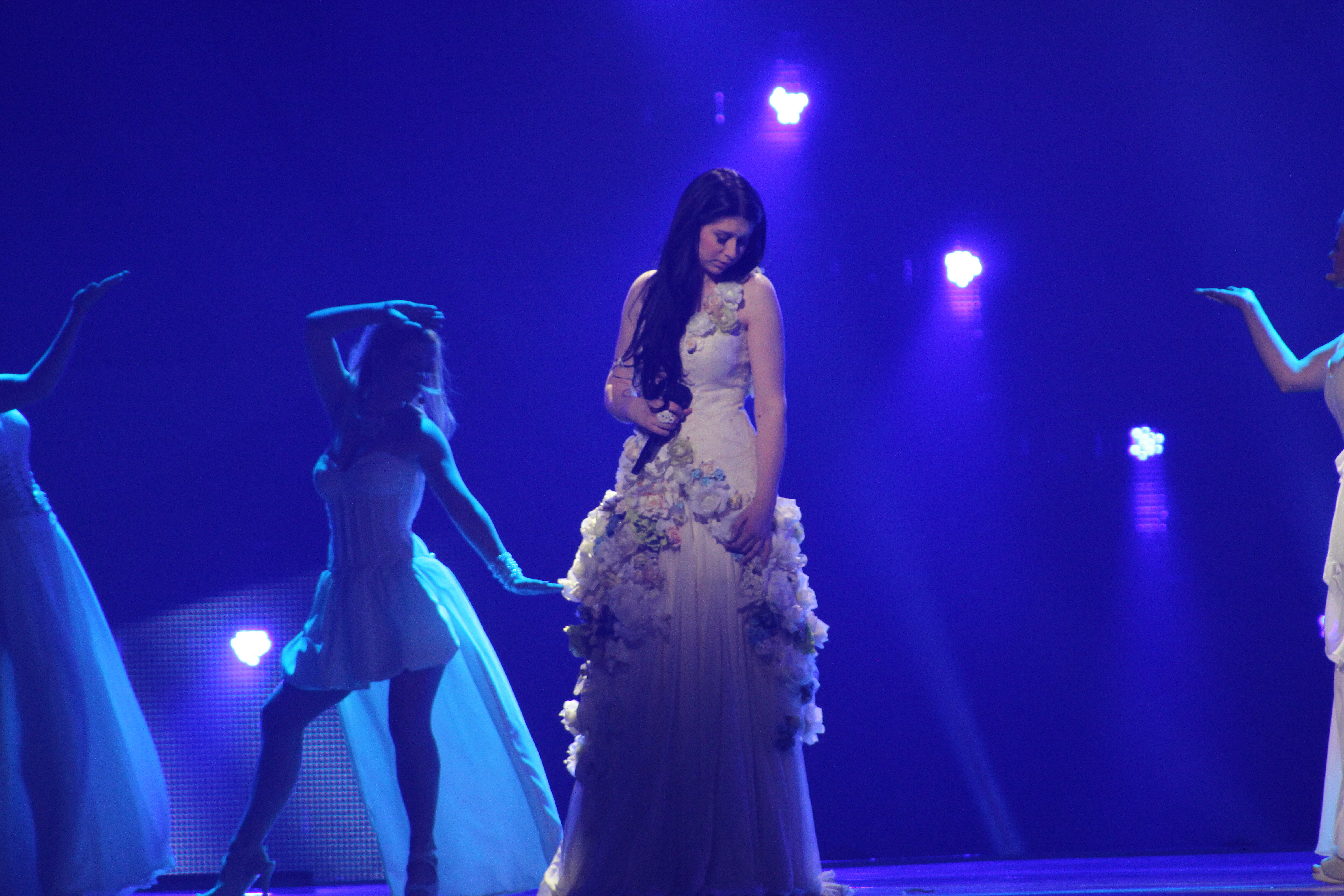
Єва Бото у Баку (2012)
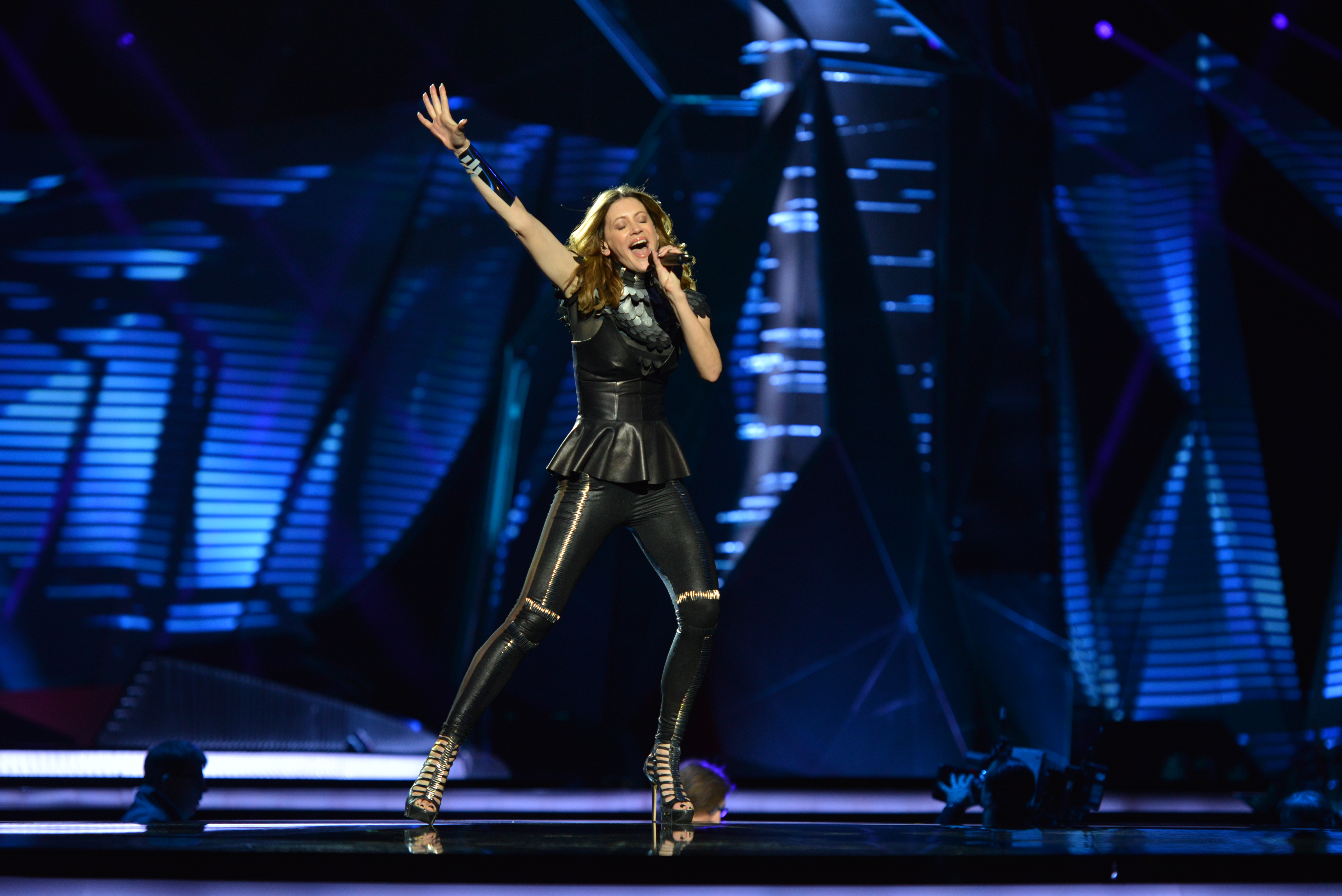
Ханна Манчіні в Мальме (2013)
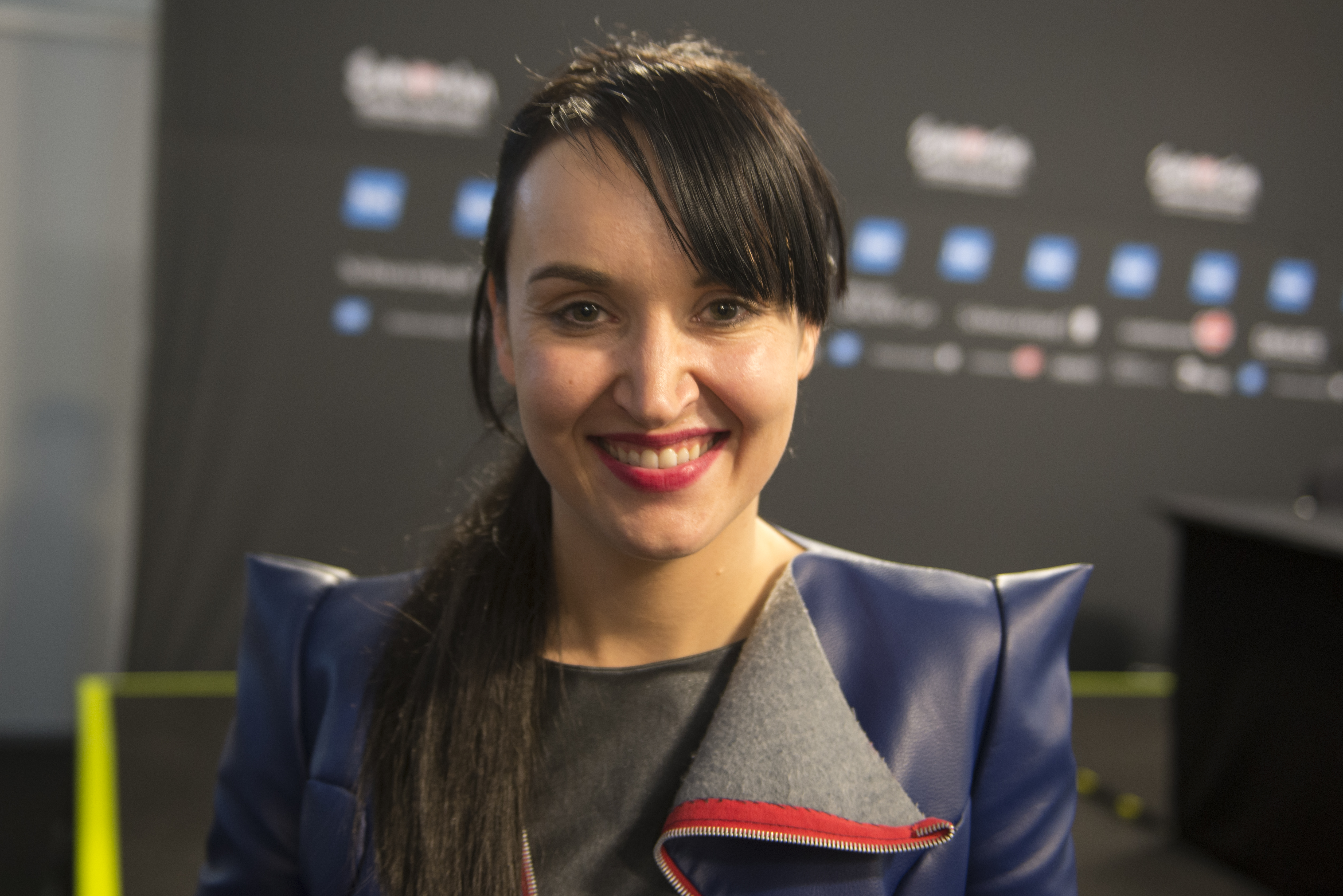
Тінкара Ковач у Копенгагені (2014)
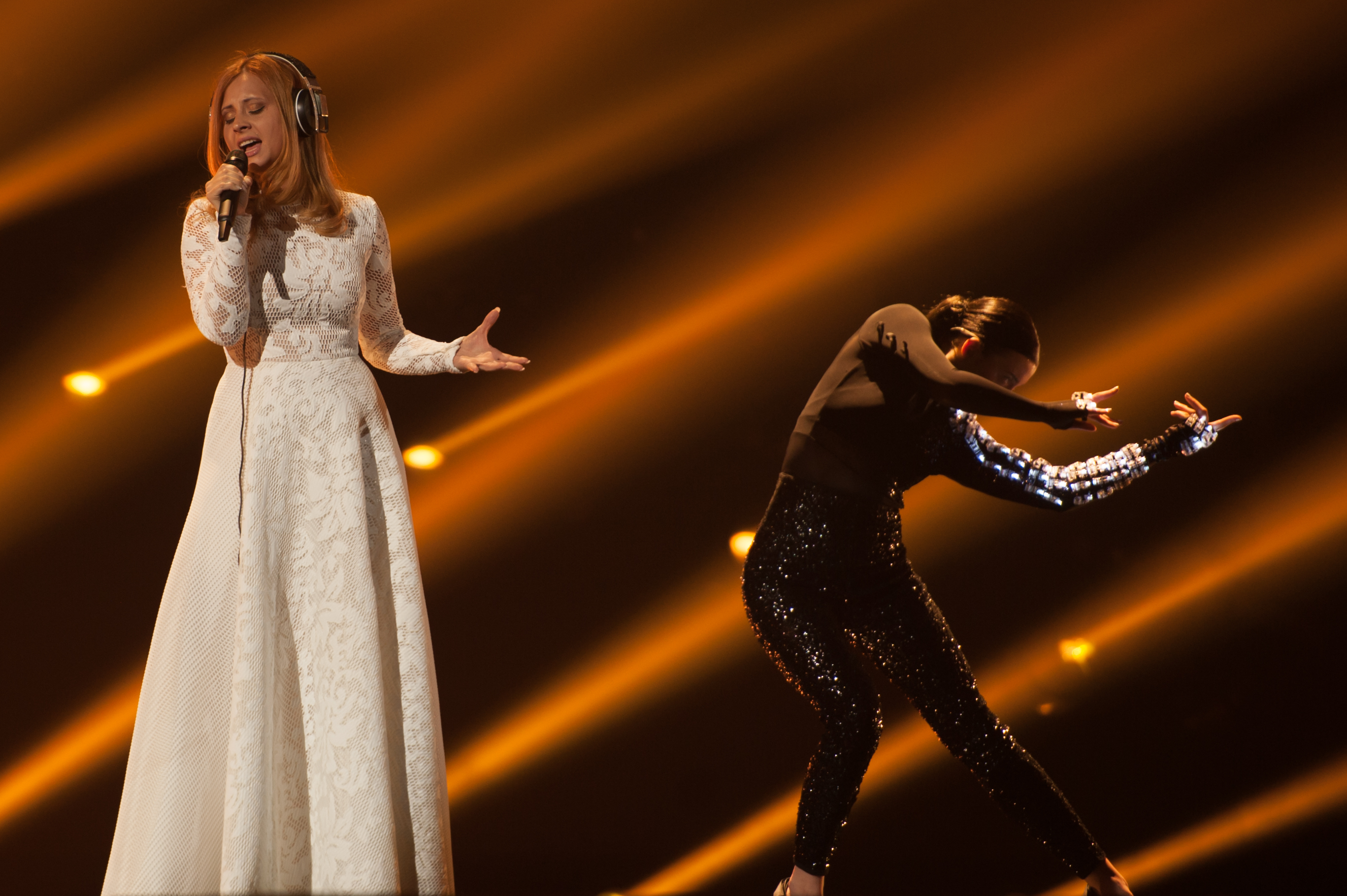
Maraaya у Відні (2015)
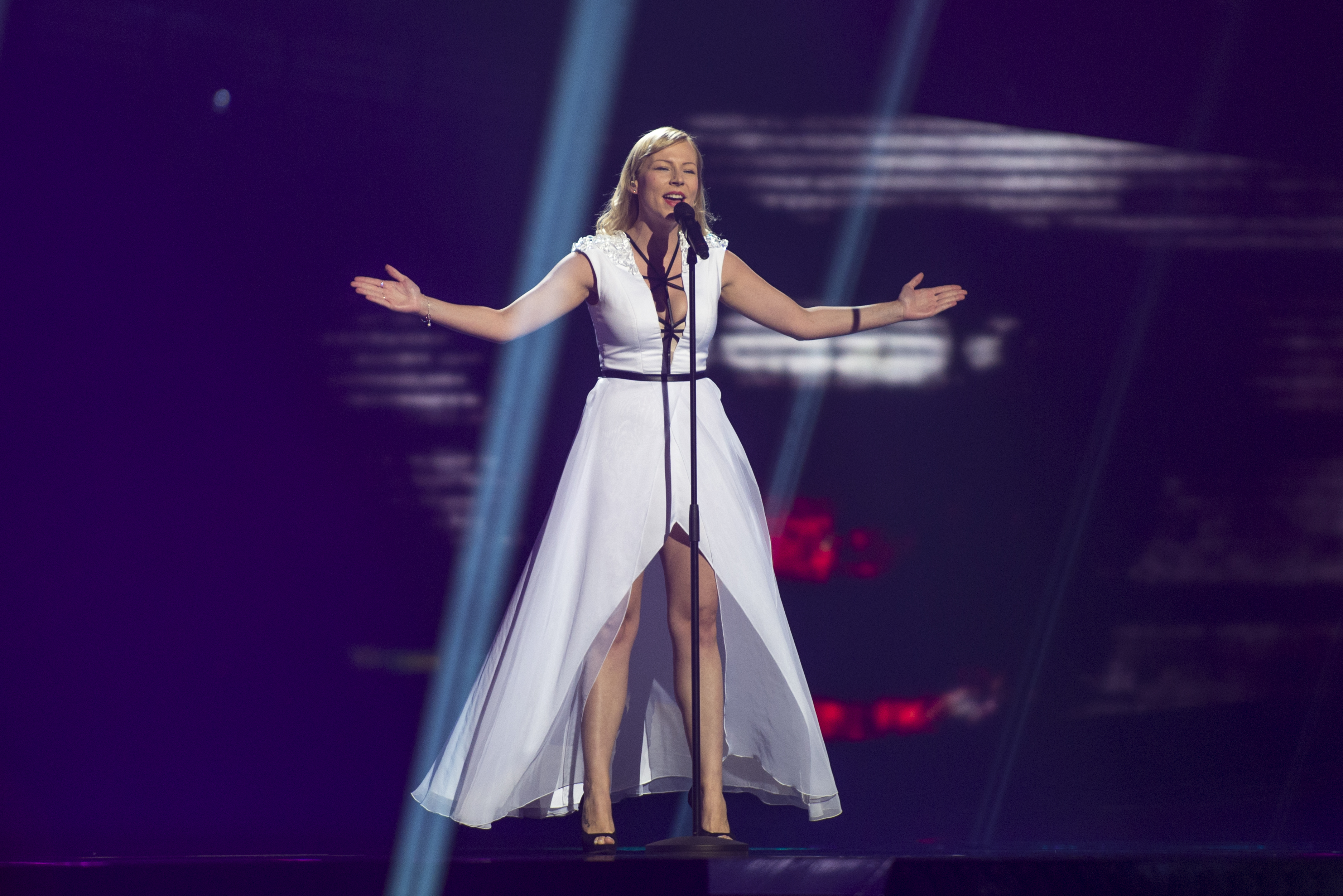
МануЕлла у Стокгольмі (2016)
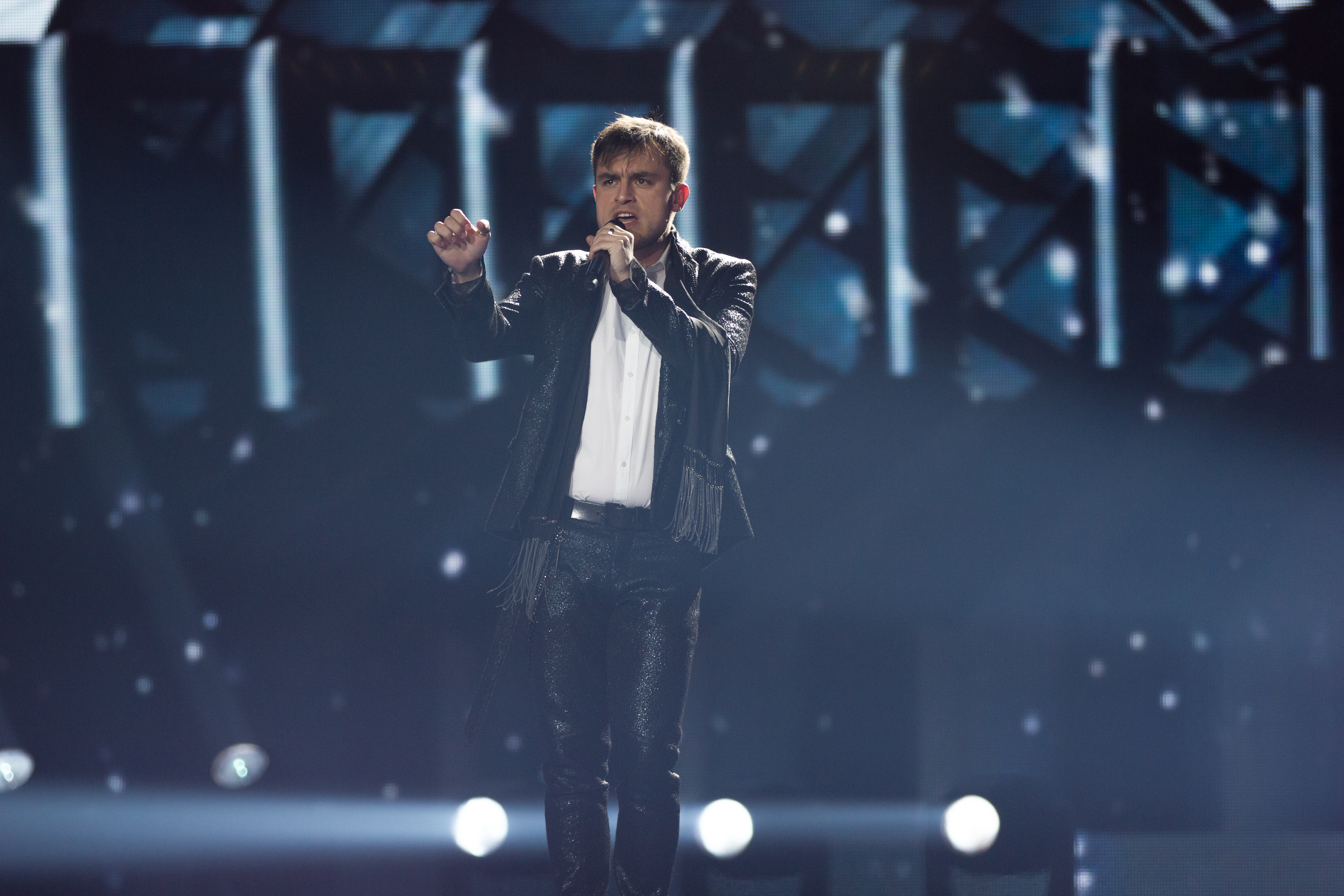
Омар Набер у Києві (2017)
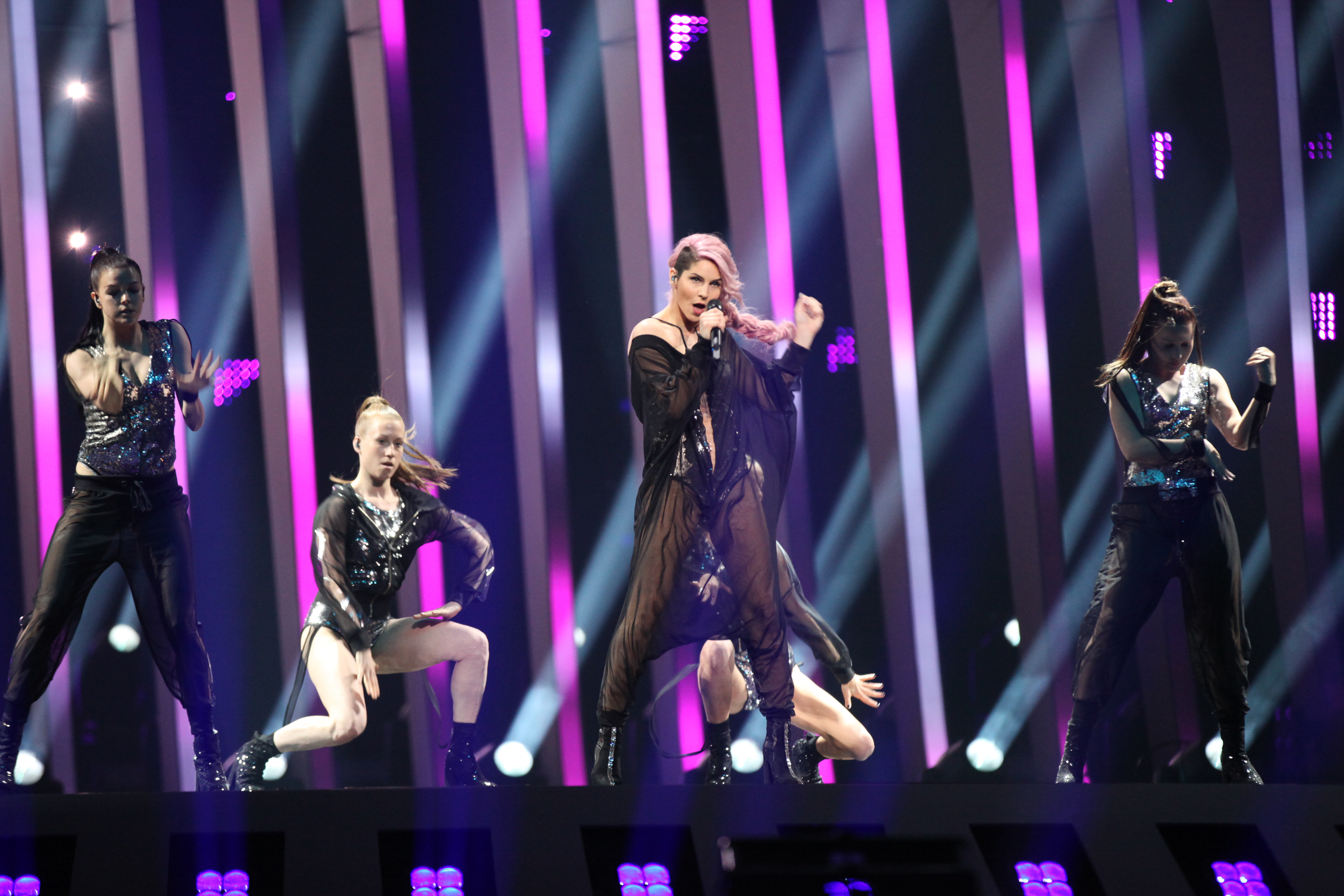
Леа Сірк у Лісабоні (2018)
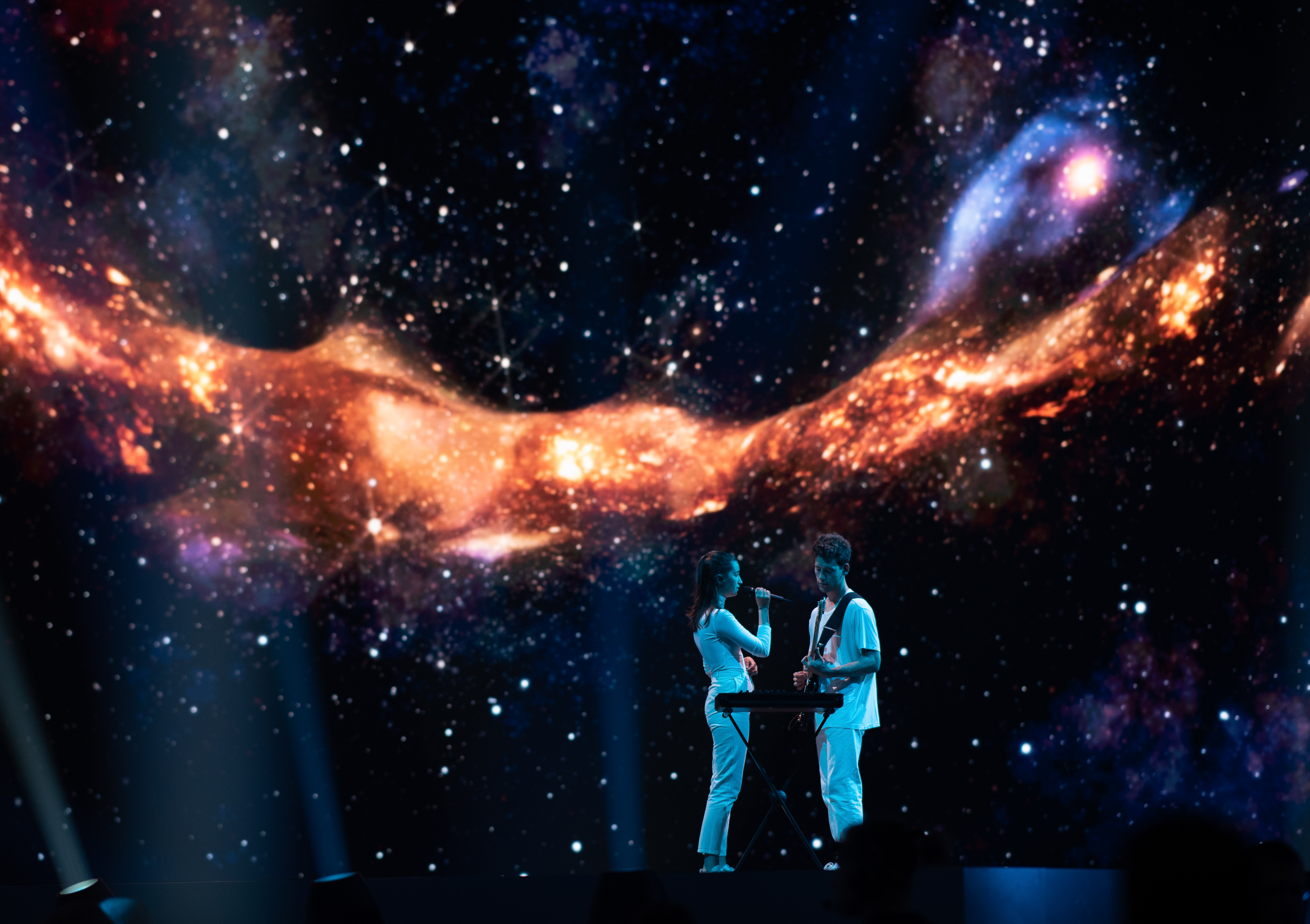
Zalagasper у Тель-Авіві (2019)
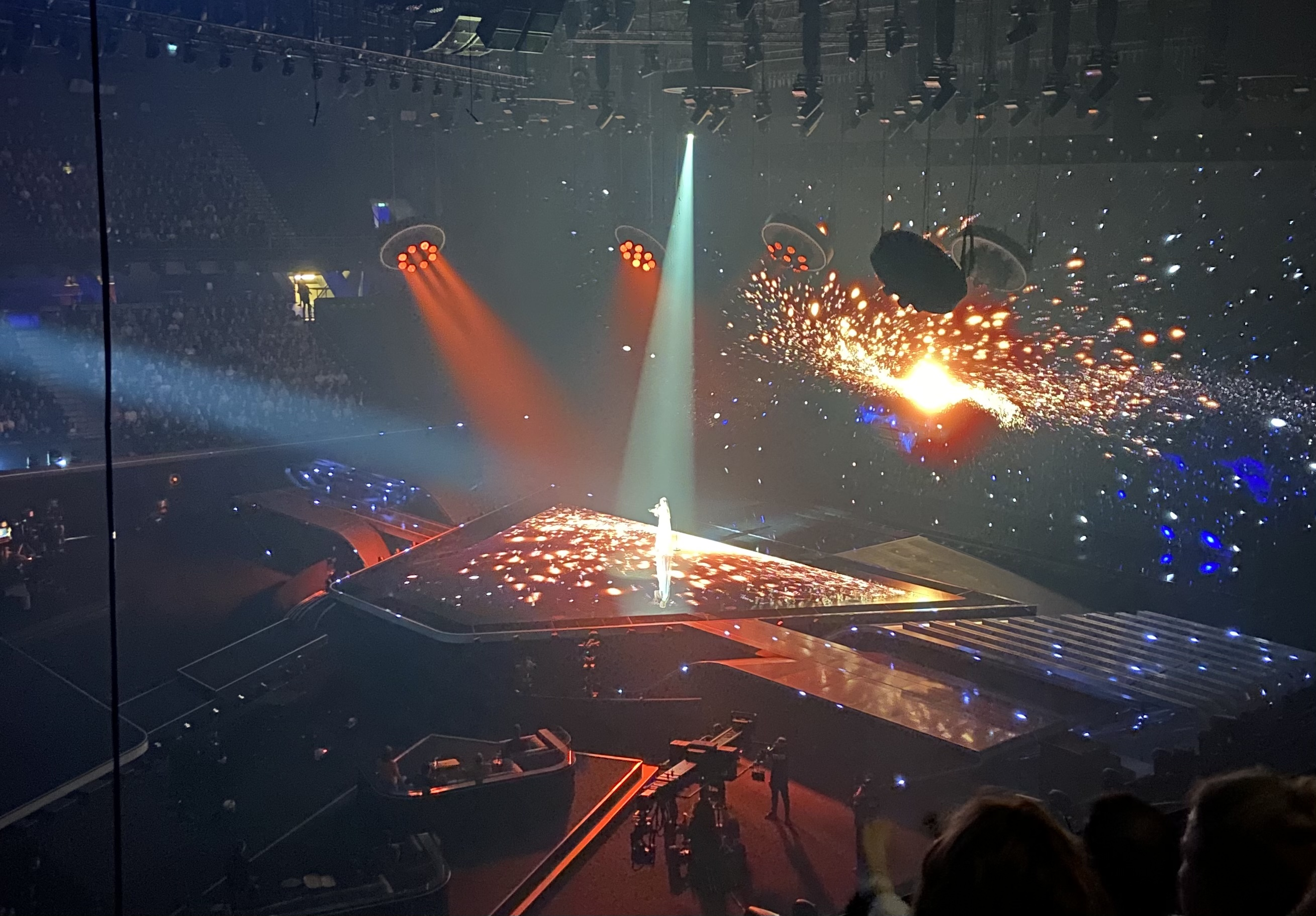
Ана Соклич у Роттердамі (2021)
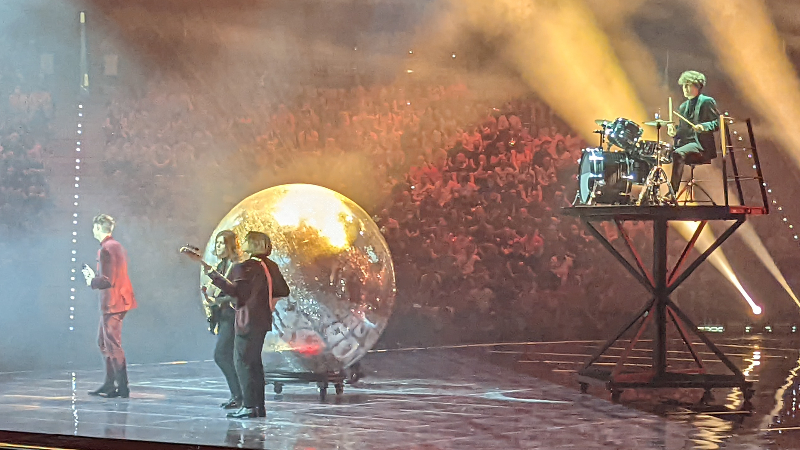
LPS у Турині (2022)
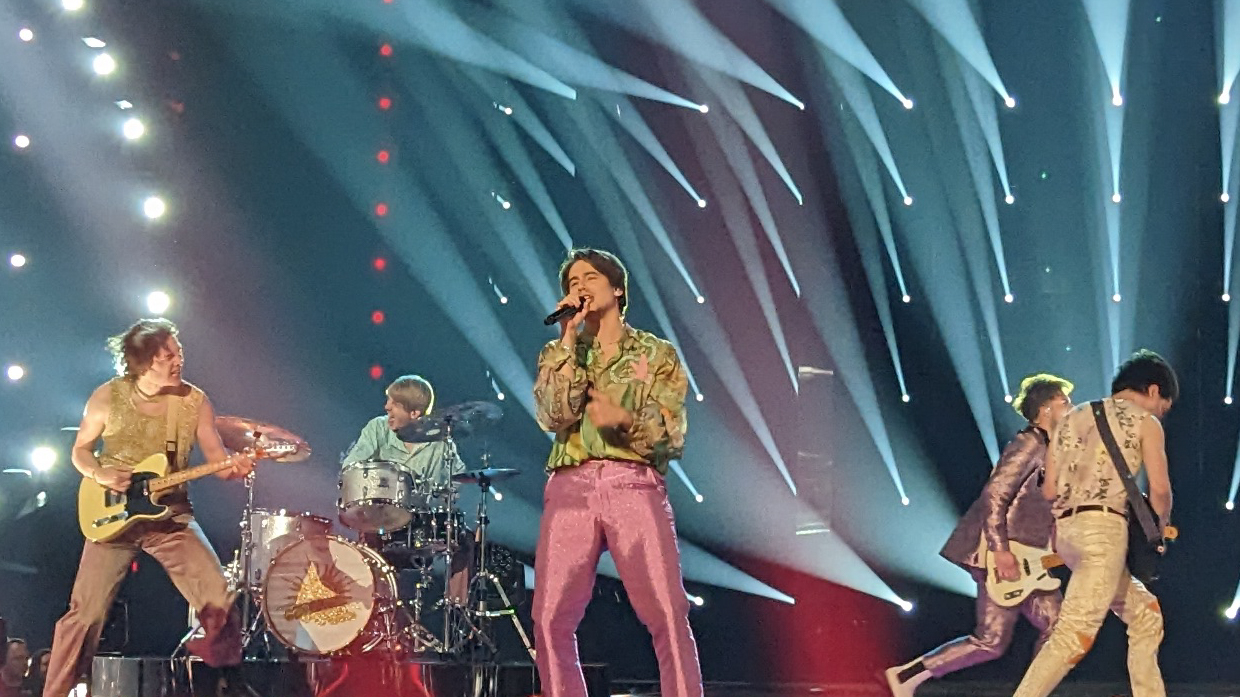
Joker Out у Ліверпулі (2023)
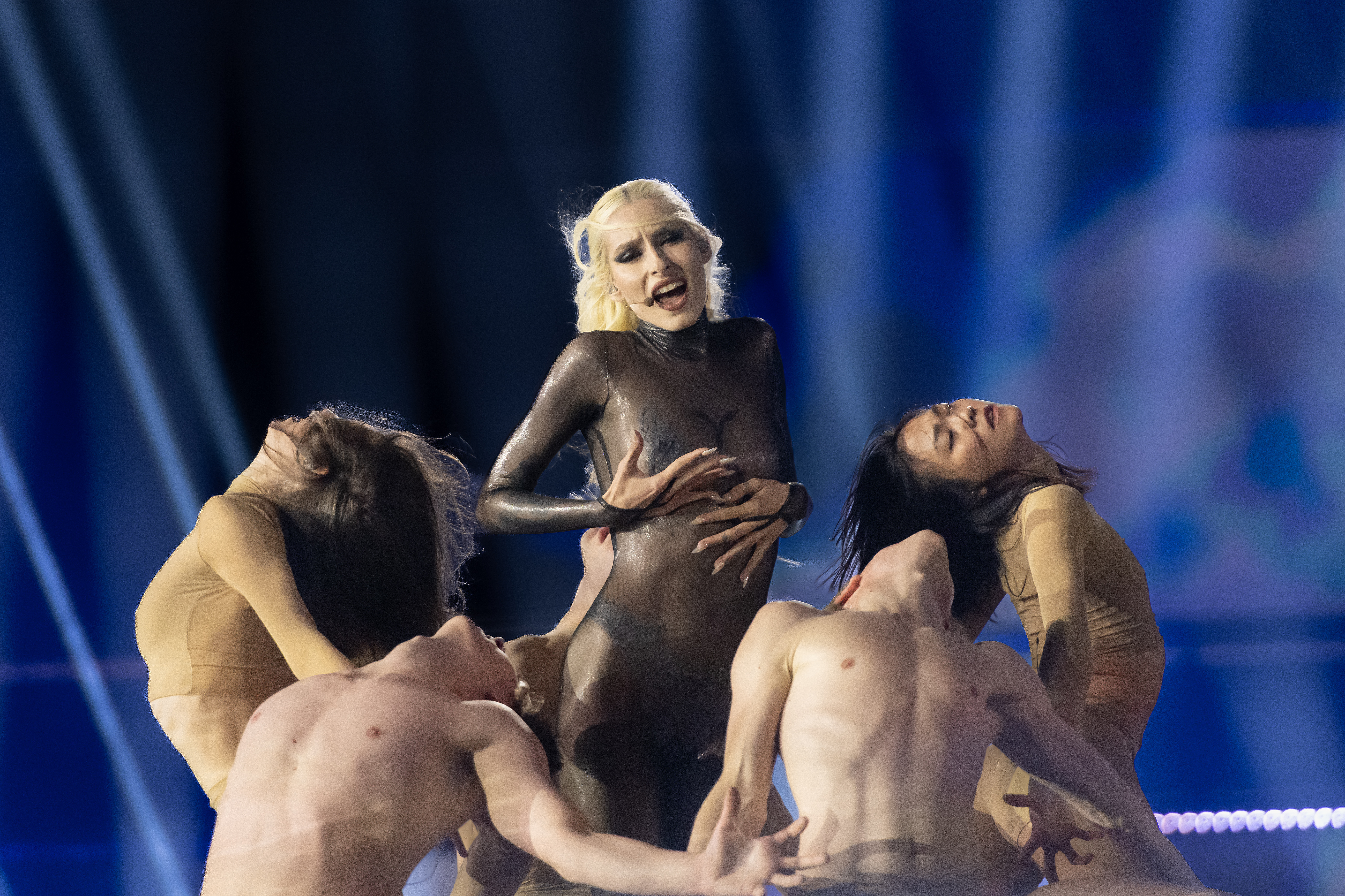
Raiven в Мальме (2024)

## Статистика голосувань (1993–2024)
| №  | Дано                 | Дано | Отримано             | Отримано |
| №  | Країни               | Бали | Країни               | Бали     |
| -- | -------------------- | ---- | -------------------- | -------- |
| 1  | Хорватія             | 155  | Хорватія             | 118      |
| 2  | Сербія               | 144  | Боснія і Герцеговина | 61       |
| 3  | Італія               | 139  | Сербія               | 60       |
| 4  | Швеція               | 137  | Росія                | 35       |
| 5  | Боснія і Герцеговина | 100  | Північна Македонія   | 33       |
| 6  | Норвегія             | 86   | Польща               | 33       |
| 7  | Данія                | 81   | Чорногорія           | 30       |
| 8  | Росія                | 80   | Чехія                | 26       |
| 9  | Україна              | 74   | Ірландія             | 24       |
| 10 | Франція              | 68   | Литва                | 23       |

## Нотатки
1. ↑  Музичний керівник; також проводив угорський виступ. Музику на закриття провів Моймір Сепе.
2. ↑  Сепе мав стати диригентом у 1998 році, але суперечка з автором пісні призвела до того, що вона було виконана на мінусовці. Сепе все ще взяв диригентський смичок і включив музику.
3. ↑  Речник попереднього відбіркового раунду Kvalifikacija za Millstreet був Моймір Сепе